# Komsomólskoie (Saràtov)
|  | Per a altres significats, vegeu «Komsomólskoie». |

Komsomólskoie (en rus: Комсомольское) és un poble (un possiólok) de l'óblast de Saràtov, a Rússia, segons el cens del 2010 tenia 29 habitants. Pertany al districte municipal d'Arkadak.